# Leodamas chevalieri
Leodamas chevalieri is een borstelworm uit de familie Orbiniidae. De wetenschappelijke naam van de soort werd in 1902 gepubliceerd door Pierre Fauvel.
1. ↑  Fauvel, P. (1902). Annélides Polychètes de la Casamance rapportées par M. Aug. Chevalier. Bulletin de la Société Linnéenne de Normandie ser. 5, 5: 83